# Where We Are Tour
 (décembre 2013).
Tournées par One Direction
Take Me Home Tour
(2013) On the Road Again Tour
(2015)
Le Where We Are Tour est la troisième tournée mondiale du boys band anglo-irlandais One Direction composé de Liam Payne, Niall Horan, Harry Styles, Louis Tomlinson et Zayn Malik (à l'époque). Annoncée via Twitter le 16 mai 2013 par les membres du groupe, cette tournée s'est déroulée entièrement dans des stades. Elle a débuté le 25 avril 2014 à Bogota, en Colombie et est composée de 69 dates à travers l'Amérique latine, l'Irlande, l'Europe et le Royaume-Uni. Les 5 Seconds of Summer ont fait la première partie au Canada, aux États-Unis et en Europe. D'autres dates de première partie ont été assurées par le groupe McBusted.  
Le chiffre d'affaires (tickets) de la tournée en 2014 est annoncé comme supérieur à 200 millions de dollars.

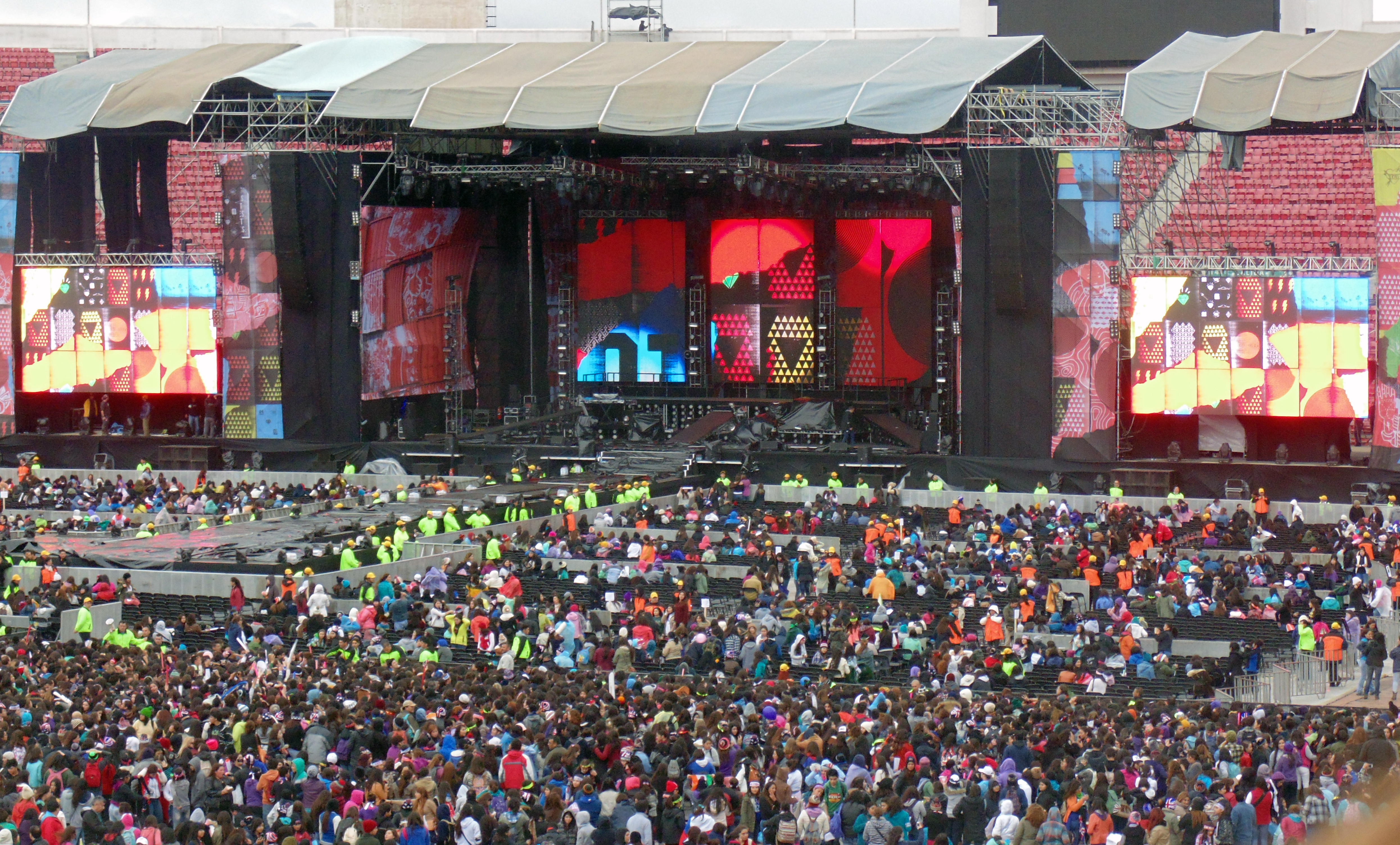
La tournée à Santiago.

## Setlist
1. Midnight Memories
2. Little Black Dress
3. Kiss You
4. Why Don't We Go There
5. Rock Me
6. Don't Forget Where You Belong
7. Live While We're Young
8. C'mon C'mon
9. Right Now
10. Through The Dark
11. Happily
12. Little Things
13. Moments
14. Strong
15. Better Than Words
16. Alive
17. One Thing
18. Diana
19. What Makes You Beautiful (Remix)
20. You & I
21. Story of My Life
22. Little White Lies
23. Best Song Ever

## Dates de la tournée
| Date                       | Ville           | Pays        | Lieu                            | Affluence | Revenu        |
| -------------------------- | --------------- | ----------- | ------------------------------- | --------- | ------------- |
| Étape 1 — Amérique Latine  |                 |             |                                 |           |               |
| 25 avril 2014              | Bogota          | Colombie    | Stade Nemesio Camacho El Campín | 34 935    | 4 427 910 $   |
| 27 avril 2014              | Lima            | Pérou       | Estadio Nacional                | 32 601    | 3 362 870 $   |
| 29 avril 2014              | Asunción        | Paraguay    | Jockey Club del Paraguay        | Annulé    | Annulé        |
| 30 avril 2014              | Santiago        | Chili       | Estadio Nacional de Chile       | 87 324    | 7 688 500 $   |
| 1er mai 2014               | Santiago        | Chili       | Estadio Nacional de Chile       | 87 324    | 7 688 500 $   |
| 3 mai 2014                 | Buenos Aires    | Argentine   | Estadio José Amalfitani         | 80 622    | 5 682 760 $   |
| 4 mai 2014                 | Buenos Aires    | Argentine   | Estadio José Amalfitani         | 80 622    | 5 682 760 $   |
| 6 mai 2014                 | Montevideo      | Uruguay     | Stade Centenario                | 30 958    | 2 316 460 $   |
| 8 mai 2014                 | Rio de Janeiro  | Brésil      | Parc des Athlètes               | 40 087    | 3 826 760 $   |
| 10 mai 2014                | São Paulo       | Brésil      | Estádio do Morumbi              | 102 792   | 9 457 730 $   |
| 11 mai 2014                | São Paulo       | Brésil      | Estádio do Morumbi              | 102 792   | 9 457 730 $   |
| TOTAL                      | TOTAL           | TOTAL       | TOTAL                           | 409 319   | 36 762 990 $  |
| Étape 2 — Europe           |                 |             |                                 |           |               |
| 23 mai 2014                | Dublin          | Irlande     | Croke Park                      | 235,008   | 20 115 900 $  |
| 24 mai 2014                | Dublin          | Irlande     | Croke Park                      | 235,008   | 20 115 900 $  |
| 25 mai 2014                | Dublin          | Irlande     | Croke Park                      | 235,008   | 20 115 900 $  |
| 28 mai 2014                | Sunderland      | Royaume-Uni | Stadium of Light                | 51 231    | 4 383 490 $   |
| 30 mai 2014                | Manchester      | Royaume-Uni | City of Manchester Stadium      | 158 579   | 12 908 000 $  |
| 31 mai 2014                | Manchester      | Royaume-Uni | City of Manchester Stadium      | 158 579   | 12 908 000 $  |
| 1er juin 2014              | Manchester      | Royaume-Uni | City of Manchester Stadium      | 158 579   | 12 908 000 $  |
| 3 juin 2014                | Édimbourg       | Royaume-Uni | Murrayfield Stadium             | 64 623    | 5 297 750 $   |
| 6 juin 2014                | Londres         | Royaume-Uni | Wembley Stadium                 | 236 566   | 20 017 900 $  |
| 7 juin 2014                | Londres         | Royaume-Uni | Wembley Stadium                 | 236 566   | 20 017 900 $  |
| 8 juin 2014                | Londres         | Royaume-Uni | Wembley Stadium                 | 236 566   | 20 017 900 $  |
| 13 juin 2014               | Stockholm       | Suède       | Friends Arena                   | 88 978    | 7 358 040 $   |
| 14 juin 2014               | Stockholm       | Suède       | Friends Arena                   | 88 978    | 7 358 040 $   |
| 16 juin 2014               | Copenhague      | Danemark    | Parken Stadium                  | 83 577    | 8 190 650 $   |
| 17 juin 2014               | Copenhague      | Danemark    | Parken Stadium                  | 83 577    | 8 190 650 $   |
| 20 juin 2014               | Paris           | France      | Stade de France                 | 114 172   | 9 775 550 $   |
| 21 juin 2014               | Paris           | France      | Stade de France                 | 114 172   | 9 775 550 $   |
| 24 juin 2014               | Amsterdam       | Pays-Bas    | Amsterdam Arena                 | 103 551   | 7 859 850 $   |
| 25 juin 2014               | Amsterdam       | Pays-Bas    | Amsterdam Arena                 | 103 551   | 7 859 850 $   |
| 28 juin 2014               | Milan           | Italie      | San Siro                        | 115 931   | 7 779 190 $   |
| 29 juin 2014               | Milan           | Italie      | San Siro                        | 115 931   | 7 779 190 $   |
| 2 juillet 2014             | Düsseldorf      | Allemagne   | Esprit arena                    | 44 684    | 3 395 490 $   |
| 4 juillet 2014             | Berne           | Suisse      | Stade de Suisse                 | 31 037    | 3 150 110 $   |
| 6 juillet 2014             | Turin           | Italie      | Stadio Olimpico di Torino       | 38 430    | 3 294 610 $   |
| 8 juillet 2014             | Barcelone       | Espagne     | Stade olympique Lluís-Companys  | 40 333    | 3 391 560 $   |
| 10 juillet 2014            | Madrid          | Espagne     | Stade Vicente-Calderón          | 65 186    | 5 409 230 $   |
| 11 juillet 2014            | Madrid          | Espagne     | Stade Vicente-Calderón          | 65 186    | 5 409 230 $   |
| 13 juillet 2014            | Porto           | Portugal    | Estádio do Dragão               | 45 001    | 3 868 070 $   |
| TOTAL                      | TOTAL           | TOTAL       | TOTAL                           | 1 516 887 | 118 335 540 $ |
| Étape 3 — Amérique du Nord |                 |             |                                 |           |               |
| 1er août 2014              | Toronto         | Canada      | Centre Rogers                   | 98 851    | 6 634 920 $   |
| 2 août 2014                | Toronto         | Canada      | Centre Rogers                   | 98 851    | 6 634 920 $   |
| 4 août 2014                | East Rutherford | États-Unis  | MetLife Stadium                 | 139 247   | 12 345 803 $  |
| 5 août 2014                | East Rutherford | États-Unis  | MetLife Stadium                 | 139 247   | 12 345 803 $  |
| 7 août 2014                | Boston          | États-Unis  | Gillette Stadium                | 148 251   | 13 475 239 $  |
| 8 août 2014                | Boston          | États-Unis  | Gillette Stadium                | 148 251   | 13 475 239 $  |
| 9 août 2014                | Boston          | États-Unis  | Gillette Stadium                | 148 251   | 13 475 239 $  |
| 11 août 2014               | Washington      | États-Unis  | Nationals Park                  | 42 834    | 4 233 063 $   |
| 13 août 2014               | Philadelphie    | États-Unis  | Lincoln Financial Field         | 101 527   | 8 818 556 $   |
| 14 août 2014               | Philadelphie    | États-Unis  | Lincoln Financial Field         | 101 527   | 8 818 556 $   |
| 16 août 2014               | Détroit         | États-Unis  | Ford Field                      | 92 428    | 8 304 416 $   |
| 17 août 2014               | Détroit         | États-Unis  | Ford Field                      | 92 428    | 8 304 416 $   |
| 19 août 2014               | Nashville       | États-Unis  | LP Field                        | 53 472    | 4 286 308 $   |
| 22 août 2014               | Houston         | États-Unis  | Reliant Stadium                 | 55 703    | 4 659 939 $   |
| 24 août 2014               | Dallas          | États-Unis  | AT&T Stadium                    | 51 074    | 4 517 012 $   |
| 27 août 2014               | St. Louis       | États-Unis  | Edward Jones Dome               | 52 315    | 4 281 608 $   |
| 29 août 2014               | Chicago         | États-Unis  | Soldier Field                   | 104 617   | 9 446 247 $   |
| 30 août 2014               | Chicago         | États-Unis  | Soldier Field                   | 104 617   | 9 446 247 $   |
| 11 septembre 2014          | Los Angeles     | États-Unis  | Rose Bowl                       | 165 170   | 12 560 382 $  |
| 12 septembre 2014          | Los Angeles     | États-Unis  | Rose Bowl                       | 165 170   | 12 560 382 $  |
| 13 septembre 2014          | Los Angeles     | États-Unis  | Rose Bowl                       | 165 170   | 12 560 382 $  |
| 16 septembre 2014          | Phoenix         | États-Unis  | University of Phoenix Stadium   | 56 524    | 5 035 880 $   |
| 19 septembre 2014          | El Paso         | États-Unis  | Sun Bowl Stadium                | 44 910    | 3 632 097 $   |
| 21 septembre 2014          | San Antonio     | États-Unis  | Alamodome                       | 51 575    | 4 237 714 $   |
| 23 septembre 2014          | Tulsa           | États-Unis  | BOK Center                      | 10,100    | 1 012 051 $   |
| 25 septembre 2014          | New Orleans     | États-Unis  | Mercedes-Benz Superdome         | 50 349    | 4 258 450 $   |
| 27 septembre 2014          | Charlotte       | États-Unis  | Verizon Wireless                | 37 365    | 2 378 580 $   |
| 28 septembre 2014          | Charlotte       | États-Unis  | Verizon Wireless                | 37 365    | 2 378 580 $   |
| 1er octobre 2014           | Atlanta         | États-Unis  | Georgia Dome                    | 50 970    | 4 438 203 $   |
| 3 octobre 2014             | Tampa           | États-Unis  | Raymond James Stadium           | 52 158    | 4 359 855 $   |
| 5 octobre 2014             | Miami           | États-Unis  | Sun Life Stadium                |           | 4 303 749 $   |
| TOTAL                      | TOTAL           | TOTAL       | TOTAL                           | 1 258 498 | 106 469 184 $ |
| CUMUL TOTAL                | CUMUL TOTAL     | CUMUL TOTAL | CUMUL TOTAL                     | 3 439 560 | 290 178 452 $ |

## Film
Les concerts du 28 et 29 juin 2014 au stade de San Siro à Milan ont été filmés. Le DVD est sorti en décembre 2014 en France. 